# 戈尔霍芬
戈尔霍芬是德国巴伐利亚州的一个市镇。总面积17.02平方公里，总人口823人，其中男性421人，女性402人（2011年12月31日），人口密度48人/平方公里。